# Putrajaya
Putrajaya este un oraș din Malaezia, localizat la 25 km sud de Kuala Lumpur, și care este centrul administrativ federal al Malaeziei.

## Legături externe
- Materiale media legate de Putrajaya la Wikimedia Commons
- Tourism Malaysia - Putrajaya
- Traveller's guide to Putrajaya Arhivat în 6 decembrie 2010, la Wayback Machine. written and maintained by locals
- Official Site of Putrajaya Arhivat în 23 septembrie 2017, la Wayback Machine.
- State Development Office Arhivat în 25 septembrie 2015, la Wayback Machine. – State Development Office Wilayah Persekutuan
- Intelligent City Online